# 奎因达里·韦瑟斯庞
奎因达里·冯塔·韦瑟斯庞（英語：Quinndary Vonta Weatherspoon，1996年9月10日—）為美國男子籃球運動員，現效力於中国男子篮球职业联赛青岛国信海天。
韦瑟斯庞在2019年NBA選秀第二輪第49順位獲得圣安东尼奥马刺青睞，2022年1月與金州勇士簽下雙向合約，最終隨隊拿下NBA總冠軍。2022年12月6日，韦瑟斯庞加盟中国男子篮球职业联赛天津荣钢。
2024年3月1日，浙江广厦與韦瑟斯庞完成簽約。8月18日，VTB聯賽薩拉托夫公路與韦瑟斯庞簽下2024-25賽季合約。9月8日，薩拉托夫公路表示韦瑟斯庞錯過多趟飛往俄羅斯的航班，並與薩拉托夫公路失去聯繫。韦瑟斯庞向薩拉托夫公路支付違約金解除合約。10月8日，青岛国信海天與韦瑟斯庞完成簽約。

## 外部連結
- 奎因达里·韦瑟斯庞在fiba.basketball（英语）
- 奎因达里·韦瑟斯庞在NBA（英语）
- 奎因达里·韦瑟斯庞在NBA G聯盟（英语）
- 奎因达里·韦瑟斯庞在中国男子篮球职业联赛
- 奎因达里·韦瑟斯庞在Basketball-Reference.com（NBA）（英语）
- 奎因达里·韦瑟斯庞在Basketball-Reference.com（NBA G聯盟）（英语）
- 奎因达里·韦瑟斯庞在Basketball-Reference.com（國際）（英语）
- 奎因达里·韦瑟斯庞在Sports-Reference.com（NCAA）（英语）
- 奎因达里·韦瑟斯庞在ESPN（NBA）（英语）
- 奎因达里·韦瑟斯庞在Eurobasket.com（球員）（英语）
- 奎因达里·韦瑟斯庞在Proballers（英语）
- 奎因达里·韦瑟斯庞在RealGM（英语）
- 奎因达里·韦瑟斯庞在中国篮球数据库
- 奎因达里·韦瑟斯庞在中国篮球数据库
- 奎因达里·韦瑟斯庞在Flashscore（英语）